# 신상제 (11월)

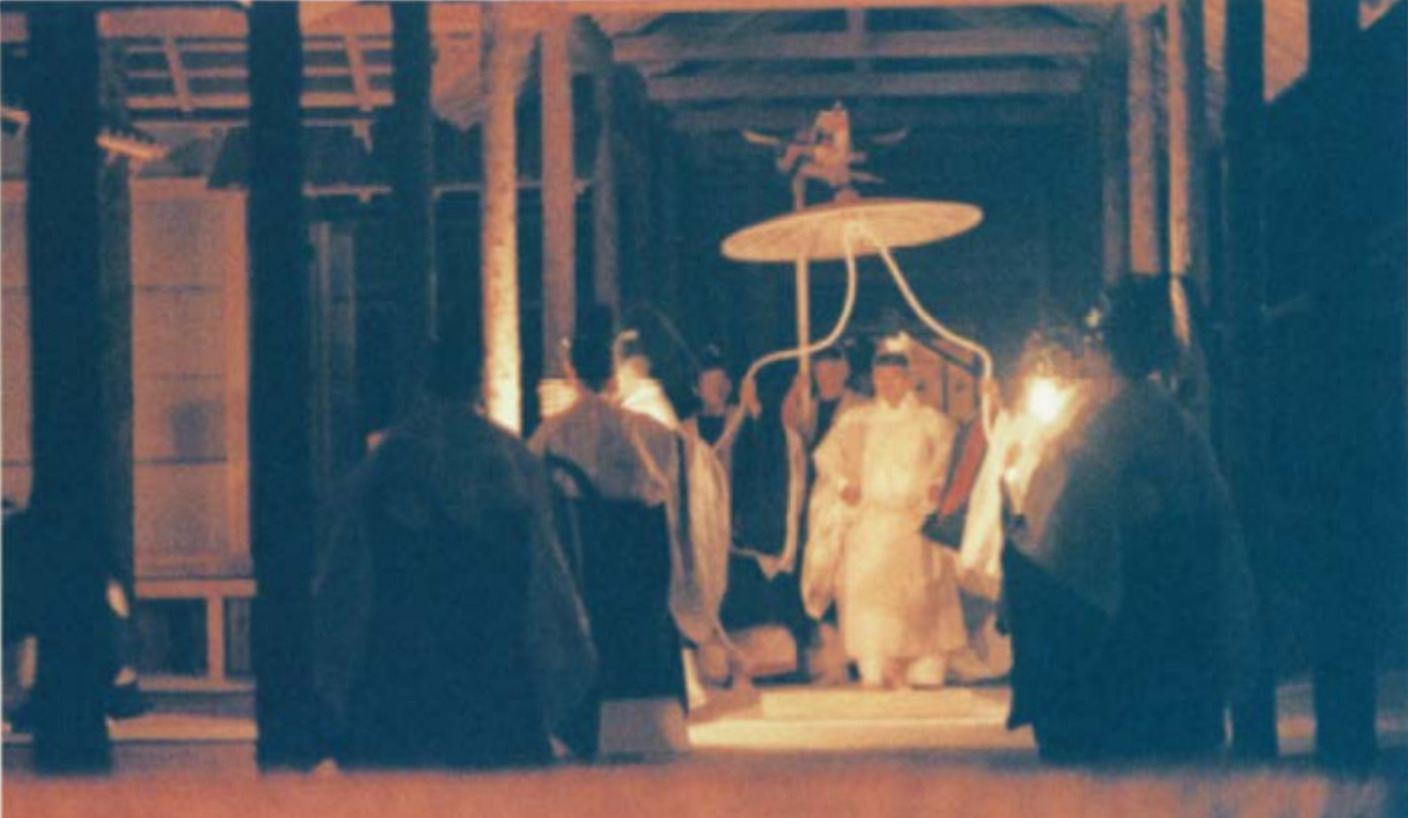
상황 아키히토의 대상제(1990년)

신상제(新嘗祭)는 일본의 궁중 제사의 하나이다. 천황이 그 해에 수확 한 햇곡식 등을 천신지기(天神地祇, 천진신(天津神)과 국진신(國津神))에게 바쳐 감사의 봉고(奉告)를 하고 이것을 신의 하사품로서 음복하는 식전이다. 여기에서 한자 '嘗'는 '시도'의 뜻이다. 새로운 천황이 즉위(현대는 즉위례의 각 의식이 종료) 한 후 처음 행하는 신상제를 특히 대상제(大嘗祭)라고 한다. 대상제를 행하는 제사 장소를 대상궁(大嘗宮)이라고 한다.